# 233488 Cosandey
233488 Cosandey è un asteroide della fascia principale. Scoperto nel 2006, presenta un'orbita caratterizzata da un semiasse maggiore pari a 1,9877199 au e da un'eccentricità di 0,0931760, inclinata di 16,88458° rispetto all'eclittica.